# Dunlap, Tennessee
Dunlap är administrativ huvudort i Sequatchie County i Tennessee. Orten har fått sitt namn efter bosättaren James Dunlap. Vid 2020 års folkräkning hade Dunlap 5 357 invånare.